# Норторф
Норторф (нем. Nortorf) — город в Германии, в земле Шлезвиг-Гольштейн. 
Входит в состав района Рендсбург-Экернфёрде. Подчиняется управлению Норторфер Ланд.  Население составляет 6210 человек (на 31 декабря 2010 года). Занимает площадь 12,77 км². Официальный код  —  01 0 58 117.